# Quarterflash
Quarterflash is een Amerikaanse rockband afkomstig uit Portland, gevormd in 1980. Het echtpaar Marv (gitaar) en Rindy Ross (zang/saxofoon) hadden in de jaren 1970 een band gevormd, Seafood Mama. De bezetting werd aangevuld met leden van een andere plaatselijke band, Pilot: Jack Charles (gitaar), Rich Gooch (bassist), Jon Propp (keyboards) en Brian Wills (drummer). Een zangeres die tevens saxofoon speelde was kenmerkend voor de groep. Marv Ross schreef de meeste nummers van de band.
Seafood Mama had een regionale hit met het nummer "Harden My Heart". Ze kregen een contract bij het platenlabel van David Geffen.  De groepsnaam werd veranderd in Quarterflash. Rick DiGiallonardo verving Jon Propp op keyboards. Het eerste album van Quarterflash voor Geffen Records in 1981 werd meteen platinum. De opnieuw opgenomen single "Harden My Heart" bereikte de derde plaats in de Billboard Hot 100 en "Find Another Fool" werd een top-20-hit. Dit succes leidde ertoe dat ze met Burt Bacharach mochten samenwerken voor de titelsong van de film "Night Shift" (1982).
Het tweede album, Take Another Picture uit 1983 was commercieel niet meer zo succesvol maar bracht nog een top-20-hit met het nummer "Take Me To Heart" (nummer 14). In 1985 bracht de groep een laatste elpee uit op Geffen Records, Back Into Blue. De groep ging uit elkaar maar in 1990 namen Marv en Rindy Ross met sessiemuzikanten een nieuw album op, Girl In The Wind bij Epic Records.
Marv en Rindy Ross hebben in de 21e eeuw als Quarterflash opnieuw albums uitgebracht: Goodbye Uncle Buzz (2008) en Love Is A Road (2013).

## Discografie (albums)
- Quarterflash (1981)
- Take Another Picture (1983)
- Back Into Blue (1985)
- Girl In the Wind (1990)
- Goodbye Uncle Buzz (2008)
- Love Is A Road (2013)

### Singles
- 1981 - "Harden My Heart" (US #3, UK #49)
- 1982 - "Find Another Fool" (US #16)
- 1982 - "Right Kind of Love" (US #56)
- 1982 - "Night Shift" (US #60)
- 1983 - "Take Me To Heart" (US #14)
- 1983 - "Take Another Picture" (US #58)
- 1985 - "Talk to Me" (US #83)